# Japanagromyza argentata
Japanagromyza argentata este o specie de muște din genul Japanagromyza, familia Agromyzidae, descrisă de Gu, Fan și Mitsuhiro Sasakawa în anul 1991.
Este endemică în Hubei. Conform Catalogue of Life specia Japanagromyza argentata nu are subspecii cunoscute.